# Allau humana de Kampala
L'allau humana de Kampala va ser una caterva mortal que va tenir lloc el 1r de gener del 2023 a Uganda. Concretament, va passar a mitjanit en el marc de la celebració de la nit de cap d'any al centre comercial Freedom City Mall dels suburbis de Namasuba, a la capital del país.
Segons el portaveu de la policia metropolitana, Luke Owoyesigyire, un mestre de cerimònies va encoratjar els festejadors a desplaçar-se per a contemplar l'exhibició de focs artificials. L'aglomeració dels presents va desembocar en la mort d'almenys 9 individus, alguns dels quals infants. En particular, d'acord amb el report policial, el pas multitudinari per un passadís estret del centre comercial va ser la causa del sufocament dels afectats.
Com a mínim 5 van perdre la vida al lloc de la catàstrofe i 4 més van ser ferits i hospitalitzats, però no van sobreviure. Es desconeix si hi ha hagut més ferits. Els cossos de les víctimes han estat sepultats al mortuori municipal, al puig de Mulago.
Actualment, la Policia Territorial de Katwe investiga els fets i ningú ha estat arrestat.
Es creu que l'entusiasme desenfrenat que va conduir a l'allau pot haver estat influït pel fet que era el primer cap d'any celebrat massivament a Uganda des del 2020 per la pandèmia de COVID-19. Owoyesigyire també va atribuir la desgràcia a la negligència i la impulsivitat.